# Darja Lisjak
Darja Lisjak, slovenska kemičarka, * 1969.
Zaposlena je na odseku za sintezo materialov na Inštitutu Jožef Stefan, kjer se ukvarja  s koloidno in površinsko kemijo, sintezo in karakterizacijo nano in hibridnih materialov ter z urejanjem nanodelcev v funkcionalne materiale.
Leta 2014 je za odkritje feromagnetnih tekočekristalnih suspenzij prejela Zoisovo priznanje.